# Leucospermum

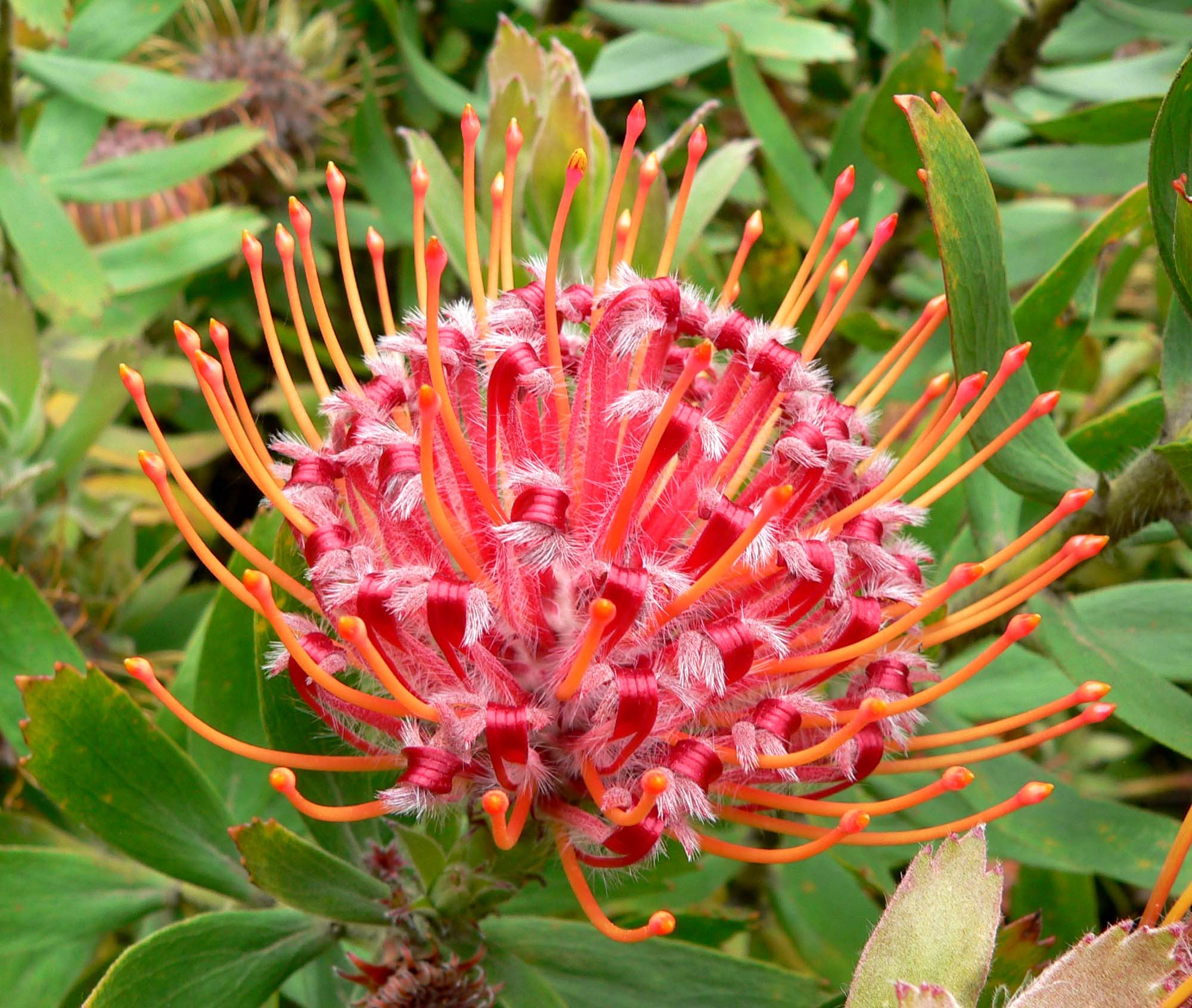
Kwiaty Leucospermum 'Scarlet Ribbon'

Leucospermum R. Br. – rodzaj roślin z rodziny srebrnikowatych (Proteaceae). Obejmuje co najmniej 47 gatunków występujących naturalnie w Afryce Południowej.

## Systematyka
Pozycja i podział rodziny według Angiosperm Phylogeny Website (aktualizowany system APG III z 2009)
Rodzaj z rodziny srebrnikowatych stanowiącej grupę siostrzaną dla platanowatych, wraz z którymi wchodzą w skład rzędu srebrnikowców, stanowiącego jedną ze starszych linii rozwojowych dwuliściennych właściwych. W obrębie rodziny rodzaj stanowi klad bazalny w plemieniu Leucadendreae P.H. Weston & N.P. Barker, 2006. Plemię to klasyfikowane jest do podrodziny Proteoideae Eaton, 1836
Wykaz gatunków
| - Leucospermum arenarium Rycroft - Leucospermum bolusii E. Phillips - Leucospermum calligerum Rourke - Leucospermum catherinae Compton - Leucospermum conocarpodendron H. Buek - Leucospermum cordatum E. Phillips - Leucospermum cordifolium Fourc. - Leucospermum cuneiforme Rourke - Leucospermum erubescens Rourke - Leucospermum formosum Sweet - Leucospermum fulgens Rourke - Leucospermum gerrardii Stapf - Leucospermum glabrum E. Phillips - Leucospermum gracile Rourke - Leucospermum gueinzii Meisn. - Leucospermum hamatum Rourke - Leucospermum harpagonatum Rourke - Leucospermum heterophyllum (Thunb.) Rourke - Leucospermum hypophyllocarpodendron (L.) Druce - Leucospermum innovans Rourke - Leucospermum lineare R. Br. - Leucospermum muirii E. Phillips - Leucospermum mundii Meisn. - Leucospermum oleaefolium R. Br. | - Leucospermum parile Sweet - Leucospermum patersonii E. Phillips - Leucospermum pedunculatum Klotzsch - Leucospermum pluridens Rourke - Leucospermum praecox Rourke - Leucospermum praemorsum E. Phillips - Leucospermum profugum Rourke - Leucospermum prostratum Stapf - Leucospermum reflexum Buek ex Meissn. - Leucospermum rodolentum Rourke - Leucospermum royenifolium Stapf - Leucospermum saxatile (Salisb. ex Knight) Rourke - Leucospermum saxosum S. Moore - Leucospermum secundifolium Rourke - Leucospermum spathulatum R. Br. - Leucospermum tomentosum R. Br. - Leucospermum tottum R. Br. - Leucospermum truncatulum Rourke - Leucospermum truncatum Rourke - Leucospermum utriculosum Rourke - Leucospermum vestitum Rourke - Leucospermum winteri Rourke - Leucospermum wittebergense Compton |